# Nymphicus hollandicus
La calopsite o calopsitta (Nymphicus hollandicus Kerr, 1792), è un uccello della famiglia dei Cacatuidi. È l'unica specie appartenente al genere Nymphicus.

## Descrizione

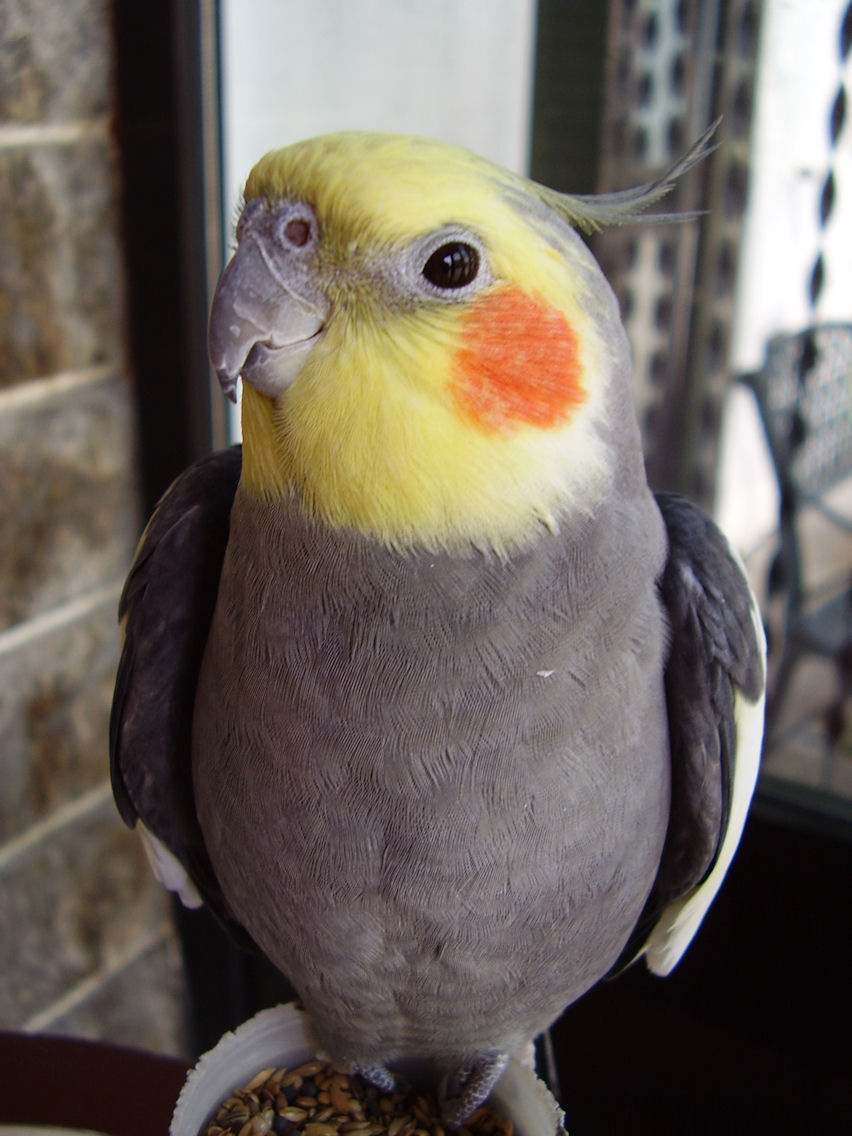
Un esemplare di calopsitta maschio che ha intorno ai 6 mesi(adolescente)

Le sue dimensioni sono tra i 30 e i 32 cm e il peso va dai 90 ai 180 gr, anche se non mancano le eccezioni, come esemplari rachitici o esemplari maggiorati grandi quanto un parrocchetto dal collare. Il corpo è di forma allungata, con una lunga coda e il tipico ciuffo sulla fronte. Il ciuffo è movibile e indicatore di emozioni. Le calopsitte, come tutti gli psittaciformi, ha zampe zigodattili (due dita rivolte in avanti e due indietro, per un'arrampicata sicura ed agevole). Esistono due varianti di becco: una classica e una mutazione dove il becco superiore è più sottile e lungo; non presentano grandi differenze funzionali.
L’ancestrale è l'unico colore che tende a dominare in natura, perché permette la mimetizzazione fra gli alberi. In questa colorazione gli esemplari tendono ad essere di grandezza originale e quindi sempre molto più grandi rispetto alla maggior parte delle mutazioni. In natura invece, rispetto ai cugini in cattività, le calopsitte sono molto piccole; questo a causa della disposizione di cibo, molto limitata rispetto a quella che possono trovare in voliera. Il colore ancestrale è in prevalenza grigio scuro e bruno, ad eccezione della faccia e del ciuffo di colore giallo con la tipica macchia tonda e rossa all'altezza della guancia; ali con un'evidente macchia bianca lungo il bordo; la femmina si distingue dal maschio per il colore grigio anche in faccia e nel ciuffo che emerge dopo la prima muta a circa 10 mesi di vita, barrature nel sotto ala e barrature gialle nel sottocoda; tende dunque a opacizzare i colori giallo e arancio e a diventare tutta grigia, mentre il maschio dopo la prima muta rafforza la vivacità dei colori. I soggetti giovani dunque sono uguali alle femmine ma con la muta cambiano.
I colori sono dati dalla presenza e dalla quantità di melanina (che da il colore grigio) e dalla Calopsina (che da il colore giallo o arancio).
Esistono altre mutazioni dove il dimorfismo sessuale è meno evidente, anche se in linea di massima il dimorfismo sessuale è contraddistinto dal fatto che il maschio canta, cimentandosi in lunghe canzoni, e se allevato a mano le può imparare dal padrone insieme anche ad alcune parole di semplice pronuncia. La femmina invece fischia richiamando l’attenzione o, strida in maniera rauca, dando l’impressione di voler parlare. Il maschio inizia a cantare già a due mesi e mezzo, ma inizia ad apprendere dal padrone dal terzo mese.
Le mutazioni Principali:

### Lutino
Il piumaggio è completamente bianco ad eccezione delle guance arancioni e della mascherina gialla che comprende il ciuffo, alcune volte può esserci una zona implume dietro la cresta. Dopo la muta se il soggetto presenta barrature gialle sul sotto ala si tratta di una femmina, se sono quasi assenti si tratta di un maschio.

### Albino
Il corpo, le guance ed il ciuffo sono completamente bianchi, una mutazione bellissima e d’effetto ottenuta, teoricamente dall’incrocio tra un faccia bianca ed un lutino.

### Sindrome degli "INO"
Sui lutini e gli albini bisogna fare una precisazione di non poca importanza: sono due mutazioni molto fragili geneticamente, che richiedono particolare attenzione sia nella fase di provare a riprodurli, sia nella fase di acquisto perché tendono a soffrire della “sindrome degli ino“. Questa porta a una calvizia permanente nella zona retrostante al ciuffo, a volte porta anche all'emofilia e a ritardi mentali più o meno gravi. Questi ultimi possono causare squilibri mentali - a volte caratteriali - importanti o a volte condurre a difficoltà nel volo (come scoordinamento, ecc.). La causa è genetica, però in generale vanno evitati tutti quei soggetti che sono figli di due albini o due lutini.

### Perlato
Il piumaggio è ricoperto da perlature bianche o gialle, le femmine mantengono lo stesso piumaggio, i maschi invece con il passare delle mute perdono le perlature diventando simili agli ancestrali.

### Cannella
Questa mutazione è legata ai cromosomi sessuali: la melanina prodotta nelle penne dell’uccello è bruna, per la soppressione di quella nera. L’individuo presenta una colorazione più tenue ed il grigio è sostituito dal color cannella.

### Pezzato
Si alternano in modo disordinato aree di piumaggio bianche, grigie, gialle, comprese le remiganti e le timoniere, ed è stata la prima mutazione a comparire in cattività. Non esiste dimorfismo sessuale. Maschio e femmina sono uguali.

### Faccia bianca
Si presenta con la faccia bianca anziché gialla con l'assenza di guance rosse. Questo a causa della mancanza di Calopsina, il pigmento che conferisce colore giallo o arancio. Questa varietà ha molte sottomutazioni: in linea di massima è la mutazione più varia che esiste. Sia per la intensità e disposizione delle zone grigie che possono dare esemplari pezzati, perlati, ancestrali (faccia bianca), simmetrici o asimmetrici nelle colorazioni, oppure per il colore che può andare dal grigio scuro al chiaro, al bruno, al cannella fino al rossiccio.
Ci sono altre mutazioni più rare come il pastello, l'oliva, il silver e tanti altri

## Malattie
Le malattie che posso contrarre questi volatili sono innumerevoli, che possono essere più o meno gravi e portare addirittura alla morte: possono essere dovute a carenze alimentari, a funghi o muffe, a virus o batteri, parassiti,     avvelenamenti sia per ingestione che per inalazione, o anche da fattori psicofisiologici come un forte stress un forte spavento.
Per mantenere in buona salute i pappagallini calopsitta è importante alimentarli in maniera completa ed equilibrata e disinfettare almeno una volta a settimana la voliera in cui sono ospitati onde evitare problemi di tipo igienico e l’insorgere di malattie. Una delle malattie più diffuse tra gli esemplari di calopsitta è la megabatteriosi: si tratta di una patologia che, causata da batteri, ha un basso tasso di mortalità ma nel pappagallino provoca un eccessivo dimagrimento, mancanza di appetito e diarrea. Un’altra malattia piuttosto diffusa e altamente mortale è l’aspergillosi, causata da un fungo: il volatile subisce una considerevole perdita di peso associata a inappetenza, problemi nella respirazione, tosse e vomito fino al decesso. Questi simpatici pappagallini purtroppo sono anche soggetti a infestazioni da acari: il più temibile è l’acaro rosso che, una volta raggiunto l’animale, si attacca alla sua pelle e ne succhia il sangue. Questo acaro attacca i pappagallini di notte, mentre durante il giorno resta nascosto all’interno della gabbia e quindi non è visibile. L’acaro rosso provoca nel calopsitta anemia, dimagrimento e debolezza diffusa e, se colpisce i pulcini, li può condurre anche alla morte. Altri tipi di acari piuttosto dannosi sono quelli respiratori che attaccano le vie respiratorie causando perdita di voce, tosse, dimagrimento e problemi a respirare: se la malattia non viene curata per tempo, questi acari conducono a morte per soffocamento da muco il calopsitta. Un’altra malattia piuttosto grave che può colpire il pappagallino calopsitta è la candidosi, che causa dimagrimento, debolezza, formazione di placche bianche in gola e può condurre alla morte gli esemplari più giovani. Altrettanto grave è la clamidosi che si presenta con difficoltà respiratorie, diarrea, sonno, ali pendenti e dimagrimento: pur non essendo letale è pericolosa perché trasmissibile all’uomo. Infine altri problemi che riguardano i pappagallini di questa specie sono i pidocchi: la loro presenza si nota dal fatto che gli esemplari infestati tendono a pulirsi con il becco in maniera compulsiva le piume fino a provocarsi delle brutte ferite. L’unico modo per evitare problemi di salute di questo tipo è sottoporre regolarmente i calopsitta a visite veterinarie e curare molto l’igiene della gabbia in cui vivono. Le malattie possono essere anche dovute all'alimentazione. 

## Biologia e allevamento
Vive in stormi come la gran parte dei pappagalli, ha un carattere socievole e poco aggressivo. È un abile volatore, anche se lento, infatti raggiunge una velocità massima di 80 km/h. È curioso, vivace e molto chiassoso, per attirare l'attenzione o difendere il proprio territorio emette grida acute, molto fastidiose per chi vive in appartamento. Se viene allevato a mano si affeziona molto all'essere umano e impara facilmente a ripetere suoni e a cantare dei motivetti se di sesso maschile.

## Allevamento a mano
La maggior parte delle adozioni di un Calopsitta avviene con l’intento di allevarlo a mano.

## Alimentazione
Si nutre di semi di piccole dimensioni come il panico, di bacche, frutta e verdura. Certi tipi di frutta e verdura possono essere nocivi per questi e tante altre specie di pappagalli, qui di seguito vi è una lista degli alimenti nocivi: Avocado, Alloro, Clematide, Colocasia, Croton, Dieffenbachia, Digitale, Euforbia, Falsa acacia, Filodendro, Fitolacca, Lupino, Mughetto, Oleandro, Prezzemolo, Ricino, Rododendro, Tabacco, Tasso, Vite del Canada e Mango.
Anche alcuni rami delle piante appartenenti alla famiglia dei Prunus (albicocco, ciliegio, pesco, susino) sono velenosi per loro.
È importante ricordare che la sola miscela di semi non costituisce assolutamente un’alimentazione bilanciata per i pappagalli, bisogna fornire legumi, frutta e verdura fresca giornalmente.
Durante la riproduzione bisogna fornire un'alimentazione più proteica come un misto di legumi bolliti, semi germinati ed uovo sodo.
Adorano le spighe di panico ed è bene fornirgliene una alla settimana per integrare la loro alimentazione. I semi di girasole sono sconsigliati dalla maggior parte degli allevatori poiché essendo ricchi di olii e grassi danneggiano, se mangiati in abbondanza, il fegato dell'animale.

### Dieta in voliera
Una dieta equilibrata per soggetti in voliera prevede:
Da fornire sempre:
40% di semi misti non grassi
10% di cereali integrali
10% fette biscottate
10% di Pastone all’uovo
20% di Estrusi
10% di semi vitaminizzati con frutta
- Frutta e verdura fresca.
Si devono somministrare ogni tanto legumi lessi e uova bollite, con una frequenza di ogni due settimane.
Sostanzialmente la dieta di questi pappagalli deve essere il più varia possibile anche nell’arco di una giornata. Partiamo dal presupposto che anche i semi secchi sono un complemento alimentare e non la base principale su cui costruire una dieta. Gli estrusi, pellets di cibo preparato apposta, compensano bene invece tutti gli elementi nutrizionali. In mancanza di quelli bisognerebbe fornire verdura e frutta una volta al giorno e in più il miscuglio di secco sopra citato tra cui semi secchi, cereali, pastone proteico all’uovo.
Gli estrusi se usati invece come base principale dell’alimentazione ne vanno dati 10%-15% rispetto al peso del pappagallo, se invece si alterna secco con cibi freschi la quantità di estrusi può scendere al 5% del peso dell’esemplare.
Tenere sempre Acqua pulita e spighe di panico in abbondanza e dare anche frutta e verdura saltuariamente.
Dare semi grassi come quelli del girasole solo in casi di premio o dopo qualche lunga sessione di volo casalingo o comunque dopo un consumo di energia fuori dall’ordinario. I grassi oltre al deposito di adipe che creano, quindi grasso e obesità, fanno male al fegato per la loro difficile digestione, quindi non è tanto la quantità di semi data che fa male a quest’ultimo ma la quantità di volte che somministriamo questi semi, quindi è consigliabile somministrarli a distanza di tempo piuttosto che in minor quantità ad ogni somministrazione.

## Longevità

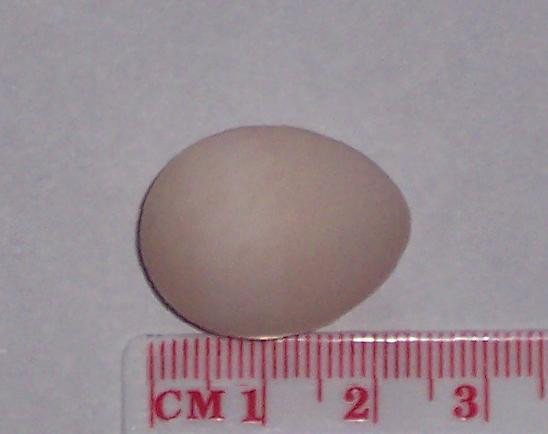
Uovo di calopsitta

In stato di cattività vive generalmente un'età che va dai 15 ai 25 anni, anche se talvolta tenuta adeguatamente vive tranquillamente circa 25-30 anni. Vi sono state segnalazioni di esemplari vissuti più di 30 anni; il più vecchio dichiarato è vissuto ben 35 anni.
Come nell'essere umano, una buona alimentazione è il fattore principale che determina la lunghezza della loro vita.

## Riproduzione

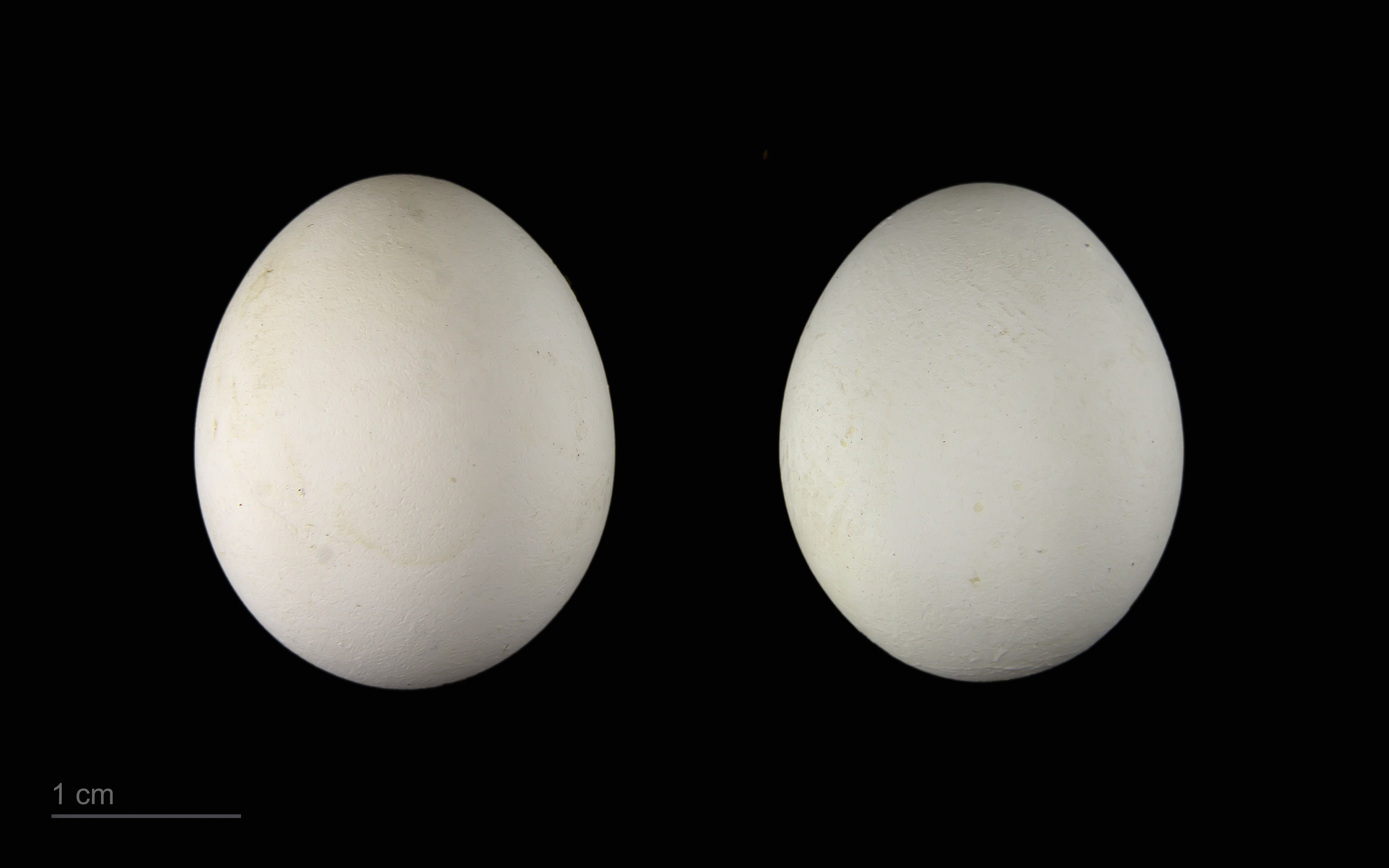
Nymphicus hollandicus

La maturità sessuale è raggiunta intorno ai 10-12 mesi tecnicamente, ma si preferisce aspettare i 18 mesi sia per il sesso femminile che rischia al di sotto di quell’età di avere problemi di ostruzione con la deposizione di uova, sia con il maschio che ancora troppo giovane rischierebbe di non avere la maturità giusta per poter accudire i figli nel migliore dei modi durante i delicatissimi primi giorni di vita dopo la schiusa. Di solito una coppia insieme si gradisce in breve tempo ma può capitare che i soggetti non vadano d'accordo. Le coppie che si formano sono molto stabili e tendono a durare per tutta la vita. Alcuni osservatori in Australia hanno notato che molte coppie in natura legavano talmente tanto che se uno dei due per esempio veniva schiacciato da un'auto nel ciglio della strada, l’altro ne rimaneva talmente afflitto che non lasciava il cadavere finche anch’esso non veniva ucciso. Non basta aggiungere un nido per stimolare l'accoppiamento, ma bisogna anche aumentare le ore di luce della giornata e la disponibilità di cibo specialmente quello fresco come frutta e verdura, inoltre è essenziale aumentare la fornitura di proteine e di calcio. Se vengono ospitate più coppie in voliera bisogna mettere il doppio di nidi rispetto al numero delle femmine in modo che ognuna possa scegliere a piacere il proprio nido senza problemi. I nidi devono essere verticali e grandi 25X25 x 30cm (h). Dopo una decina di giorni la femmina depone a giorni alterni dalle 3 alle 7 uova di colore bianco. Se qualche uovo viene danneggiato la femmina ne rifarà altri aggiungendoli a quelli già presenti per riportare al giusto numero le uova deposte. Durante la giornata si alternano nella cova, la notte cova soltanto la femmina e il maschio rimane appollaiato fuori a difendere il nido e a mangiare. Dopo 18-23 giorni i pulli vengono alla luce ricoperti da un piumino giallo o bianco per la mutazione faccia bianca, che con il passare dei giorni verrà sostituito dalle piume e dalle penne. I pulli abbandonano il nido dopo circa 30 giorni ma ancora dipendono dai genitori per un mese o anche più.
In natura si riproduce dopo la stagione delle piogge, in cavità all'interno degli alberi di eucalipto.

## Riproduzione in cattività
In cattività può riprodursi più volte, ma per salvaguardarne la salute è sconsigliato far depositare uova più di tre volte l’anno. E' sconsigliato avviare la riproduzione improvvisata e come neofiti, a meno che non si appartenga alla categoria allevatori e quindi si sia consapevoli e informati su quel che si sta facendo; questi pappagalli se tenuti in casa sono "pet" ovvero animali da compagnia, la riproduzione è un istinto ma che non fa parte della loro vita quotidiana. Ciò comporta una serie di problematiche dirette e indirette che potrebbe essere pericolosa per la salute dei genitori e della prole. Gli esemplari cresciuti in ambiente domestico dovranno far pratica prima di produrre covate ben riuscite; essi infatti non sono circondati dai propri simili da imitare e potranno imparare soltanto dai propri errori (e ciò comporta pulli abbandonati, mal nutriti, uccisi, uova non covate e tanto altro).

## Distribuzione e habitat

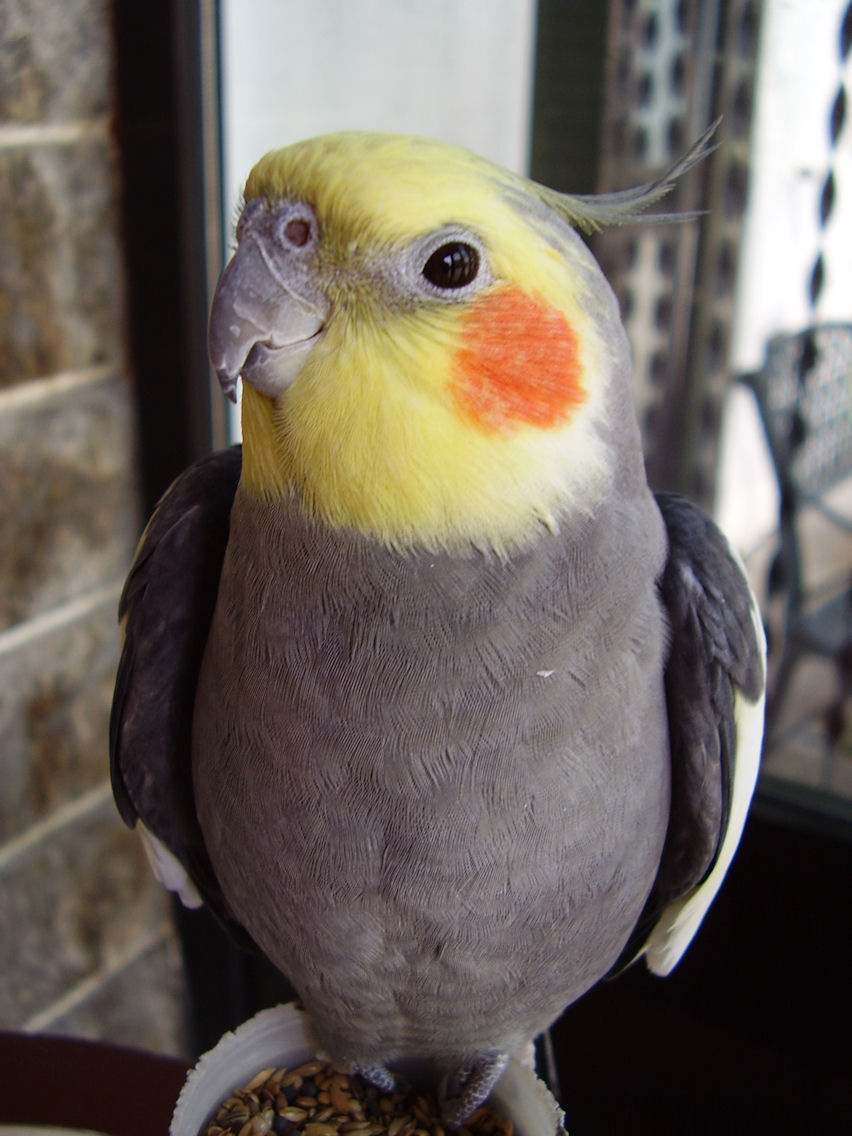
Esemplare maschio in primo piano

È nativo solo in Australia dove si trova in gran parte nelle zone aride o semi-aride del paese, ma sempre in prossimità dell'acqua. In gran parte nomade, la specie si sposta dove il cibo è disponibile. Si possono trovare a piccoli gruppi, talvolta si trovano centinaia di stormi intorno ad un unico corpo d'acqua. Sono assenti nei terreni più fertili a sud-ovest e sud-est del paese, nei deserti occidentali australiani e nella penisola di Capo York.
Dal centro dell’Australia si spostano verso le coste in periodi di estrema siccità, ma rimane una migrazione temporanea e strettamente limitata al periodo necessario. Vivono in Savana, tra Acacie e si pensa che da lì derivi il giallo del loro piumaggio, ma non solo; sono soliti spostarsi tra le ninfee australiane per evitare di essere troppo esposti alla vista dei predatori e si pensa anche da li la loro colorazione gialla arancio e bianca. Gli eucalipti sono scelti come luoghi di nidificazione soltanto in primavera. Sono l'unica specie di Cacatuidae a potersi riprodurre al primo anno d'età.
In Italia è stata avvistata una colonia fuggita dalla cattività di 15 esemplari a Santa Venerina, in provincia di Catania. Avvistati alcuni esemplari anche nelle palme del porto di Cagliari.

## Ibridi
È stata riferita l'ibridazione in cattività di questa specie con il galah (o cacatua rosa, Eolophus roseicapilla), ibrido denominato "galatiel".